# Архиепархия Хух-Хото
 Архиепархия Хух-Хото  (лат. Archidioecesis Soeiiuenensis) — архиепархия Римско-Католической церкви с центром в городе Хух-Хото, Китай. В митрополию Хух-Хото входят епархии Иньчуаня, Цзинина, Чунли-Сиваньцзы. Кафедральным собором архиепархии Хух-Хото является церковь Святейшего Сердца Иисуса в городе Хух-Хото.

## История
21 декабря 1883 года Святой Престол учредил Апостольский викариат Юго-Западной Монголии, выделив его из апостольского викариата Монголии (сегодня — Епархия Чунли-Сиваньцзы).
14 марта 1922 года апостольский викариат Юго-Западной Монголии был переименован в апостольский викариат Суйюаня.
11 апреля 1946 года Римский папа Пий XII издал буллу Quotidie Nos, которой преобразовал апостольский викариат Суйюаня в архиепархию Хух-Хото.
25 мая 2005 года умер ординарий архиепархии архиепископ Иоанн Батист Ван Сисянь, который руководил своей архиепархией в подпольных условиях. После его смерти кафедра архиепархии была вакантной до 18 апреля 2010 года, когда был архиепископом был назначен Павел Мэн Циньлу.

## Ординарии архиепархии
- епископ Alphonse de Voss (12.12.1883 — 21.07.1888)
- епископ Ferdinand Hubertus Hamer (30.08.1888 — 15.07.1900)
- епископ Alfonso Bermyn (3.04.1901 — 1914)
- епископ Luigi Van Dyck (10.08.1915 — 1937)
- архиепископ Louis Morel (21.03.1938 — 19.08.1951)
- архиепископ Francis Wang Hsueh-ming (Wang Xue-ming) (19.08.1951 — 1997)
- архиепископ John Baptist Wang Xixian (24.06.1997 — 25.05.2005)
  - Sede vacante (с 25.05.2005 — 18.04.2010)
- архиепископ Павел Мэн Циньлу (18.04.2010 — по настоящее время).

## Источник
- Annuario Pontificio, Libreria Editrice Vaticana, Città del Vaticano, 2003, ISBN 88-209-7422-3
- Булла Quotidie Nos Архивная копия от 27 марта 2010 на Wayback Machine, AAS 38 (1946), стр. 301  (лат.)